# 파타다
파타다(Pattada, 사르데냐어: Patàda, Pathàda)는 이탈리아 사르데냐 주 사사리도에 있는 코무네이다. 칼리아리 북쪽으로 약 150 킬로미터 (93 mi), 사사리 남동쪽으로 약 50 킬로미터 (31 mi) 떨어져 있다.

파타다는 레졸자라고 불리는 사르데냐식 칼의 생산지로 알려져 있다. 현지 장인들이 손으로 칼날을 만드는 수많은 칼 가게가 있다. 레졸자는 접이식 칼이다. 다른 칼 종류로는 양치기들이 사용하는 고정 칼날 종류가 있다. 파타다에서 만들어지는 대부분의 칼은 숫양 뿔로 만든 손잡이를 가지고 있다. 

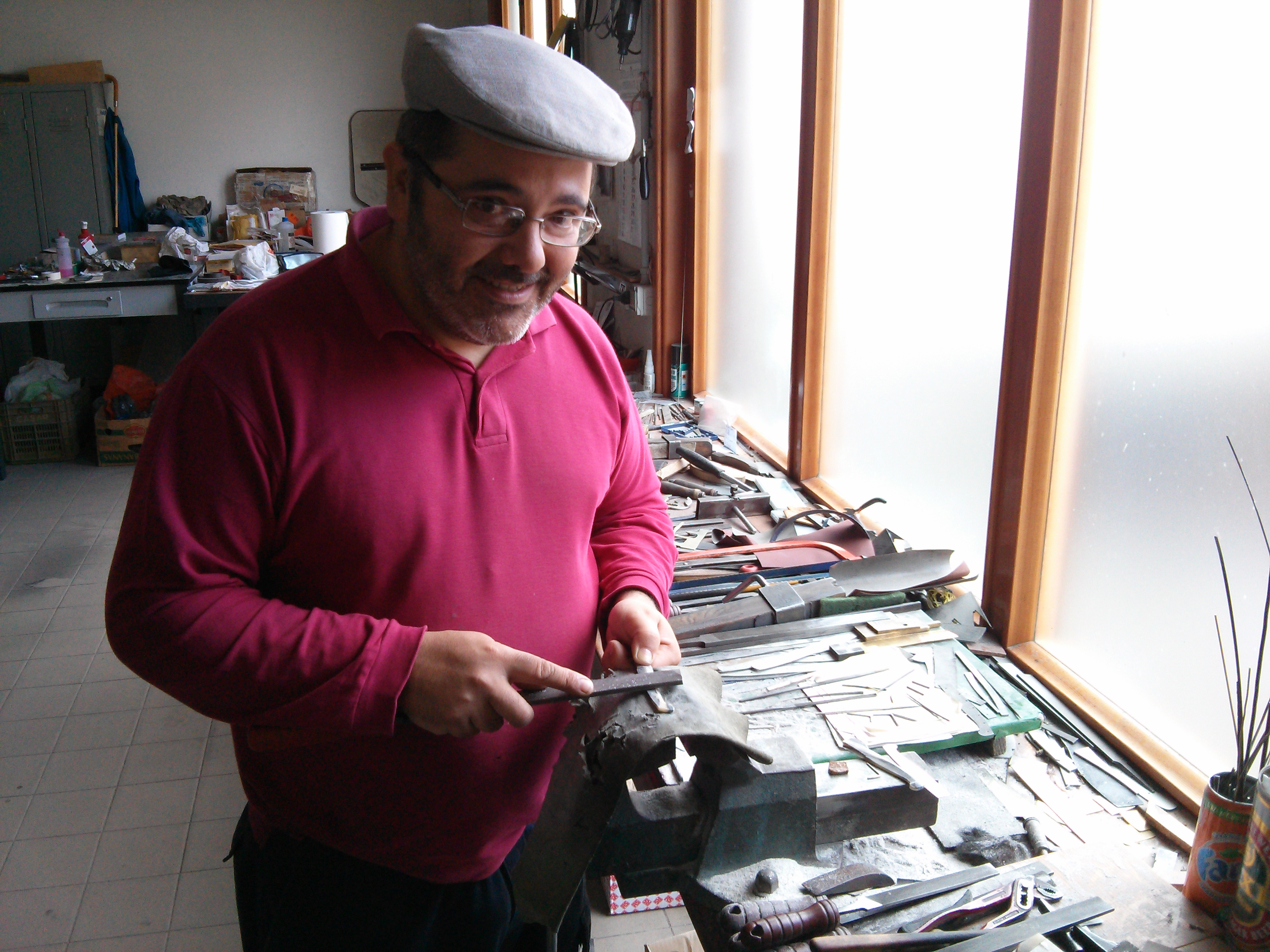
파타다에서 칼을 만드는 장인

일부 현지 현악기 제작자들은 주로 바이올린과 같은 제품으로 명성을 얻었다.
많은 파타다 주민들은 페코리노 사르도 치즈 생산에 종사하고 있다. 주변 시골 지역은 대부분 목초지이다. 암양은 우유를 위해 사육되며, 이 우유는 지역 협동조합에서 치즈로 만들어진다.
파타다는 다음 코무네와 접해 있다: 베네투티, 부두소, 불테이, 누게두산니콜로, 눌레, 오스키리, 오시다, 오지에리.